# Pallipattu
Pallipattu (o Pallipat) è una suddivisione dell'India, classificata come town panchayat, di 8.650 abitanti, situata nel distretto di Tiruvallur, nello stato federato del Tamil Nadu. In base al numero di abitanti la città rientra nella classe V (da 5.000 a 9.999 persone).

## Geografia fisica
La città è situata a 13° 19' 60 N e 79° 27' 0 E e ha un'altitudine di 153 m s.l.m..

## Società

### Evoluzione demografica
Al censimento del 2001 la popolazione di Pallipattu assommava a 8.650 persone, delle quali 4.314 maschi e 4.336 femmine. I bambini di età inferiore o uguale ai sei anni assommavano a 1.005, dei quali 502 maschi e 503 femmine. Infine, coloro che erano in grado di saper almeno leggere e scrivere erano 6.122, dei quali 3.402 maschi e 2.720 femmine.